# 틸란드시아 크세로그라피카
틸란드시아 크세로그라피카는 멕시코 남부, 엘살바도르, 과테말라, 온두라스의 토착종이다. 식물의 학명 'xerographica'은 그리스어의 "건조한"을 의미하는 ξηρός (xeros), "글쓰기"를 의미하는 γραφία (graphia)에서 유래했다. 이 식물은 틸란드시아아속에 분류되어있다.

## 묘사
세로그라피카는 천천히 자라는 건생 착생식물이다. 은회색 이파리들은 줄기에서는 넓직하고 끝부분으로 갈수록 가늘어지며, 매력적이고 조형미 있는 직경 90cm 이상의 로제트를 형성한다. 개체에 따라 이파리가 곱슬대는 것이 있어 조형미를 더한다. 꽃의 높이는 1m에 이른다. 꽃차례는 높이가 15-40cm에 이르는 굵직한 녹색 줄기에서 빽빽하게 가지를 뻗는다. 잎의 포엽은 붉은 장밋빛이며, 꽃의 포엽은 연노랑&연초록색이고, 관 모양을 이루는 꽃잎은 붉은색이나 보라색을 띄며, 개화기간이 아주 길어서 한달까지도 피어있다.
수명은 개화 이전, 이후 각각 5년 이상 살 수 있어 10년 이상 살아갈 수 있다. 개화 이후에는 여느 틸란시아와 같이 새끼를 만드는 데 집중하게 된다.

## 서식지
세로그라피카는 멕시코 남부, 과테말라, 엘살바도르의 해발 140-600m에 이르는 건조림과 가시덤불에 서식한다. 서식지의 평균 온도는 22-28 °C, 상대습도는 60-72%, 연간강수량은 550-800 mm에 이른다. 보통 강한 햇빛을 받을 수 있는 제일 높은 가지에 착생해 자란다.

## 재배
세로그라피카는 다른 틸란시아에 비해 건조하고 햇빛이 강한 지역에 적합한 종이다. 1~2주에 한 번 푹 담가두는 것으로 충분하며, 이파리가 크게 곱슬거리면 물이 모자라다는 표시이므로 분무해주거나 담그면 된다. 적어도 한 달에 한 번 3시간 동안 담가두는 것이 좋으나, 환경에 따라 물의 경감이 필요하다. 또, 여느 틸란시아가 그렇듯이 국내의 겨울에는 적합한 품종이 아니다. 10도 미만으로 내려가지 않게 신경써주어야 하며, 급수를 줄이고 햇빛에 최대한 노출시킨다. 강한 '간접광' 아래에서 잘 자라며 여름 햇빛을 직접 마주하면 잎이 타버린다. 가능하면 하루에 10시간 이상 빛을 마주하도록 하며 여름 이외에는 햇빛을 직접 쬐여주는 것이 좋다. 죽은 이파리 끝부분은 제거해주는 게 좋지만 살아있는 부분이 손상되지 않도록 조심한다.
야생에서는 완전히 성장하기까지 15년 이상이 소요되기도 하나, 사육 시에는 호르몬, 비료 등의 조치를 통해 5년이면 완전히 성장하도록 할 수 있다.
모양이 아름다워 원예업계에서는 "틸란시아의 여왕 Queen of tillandsia" 이라고 불리며, 드물게는 산 채로 부케의 재료로 사용되기도 한다.

## 재배품종
- Tillandsia 'Betty' (T. xerographica × T. brachycaulos)[6]
- Tillandsia 'Fireworks' (T. xerographica × T. roland-gosselinii)[6]
- Tillandsia 'Silver Queen' (T. jalisco-monticola × T. xerographica)[6]
- Tillandsia 'Silverado' (T. chiapensis × T. xerographica)[6]